# Rijnhuizen (FOM)

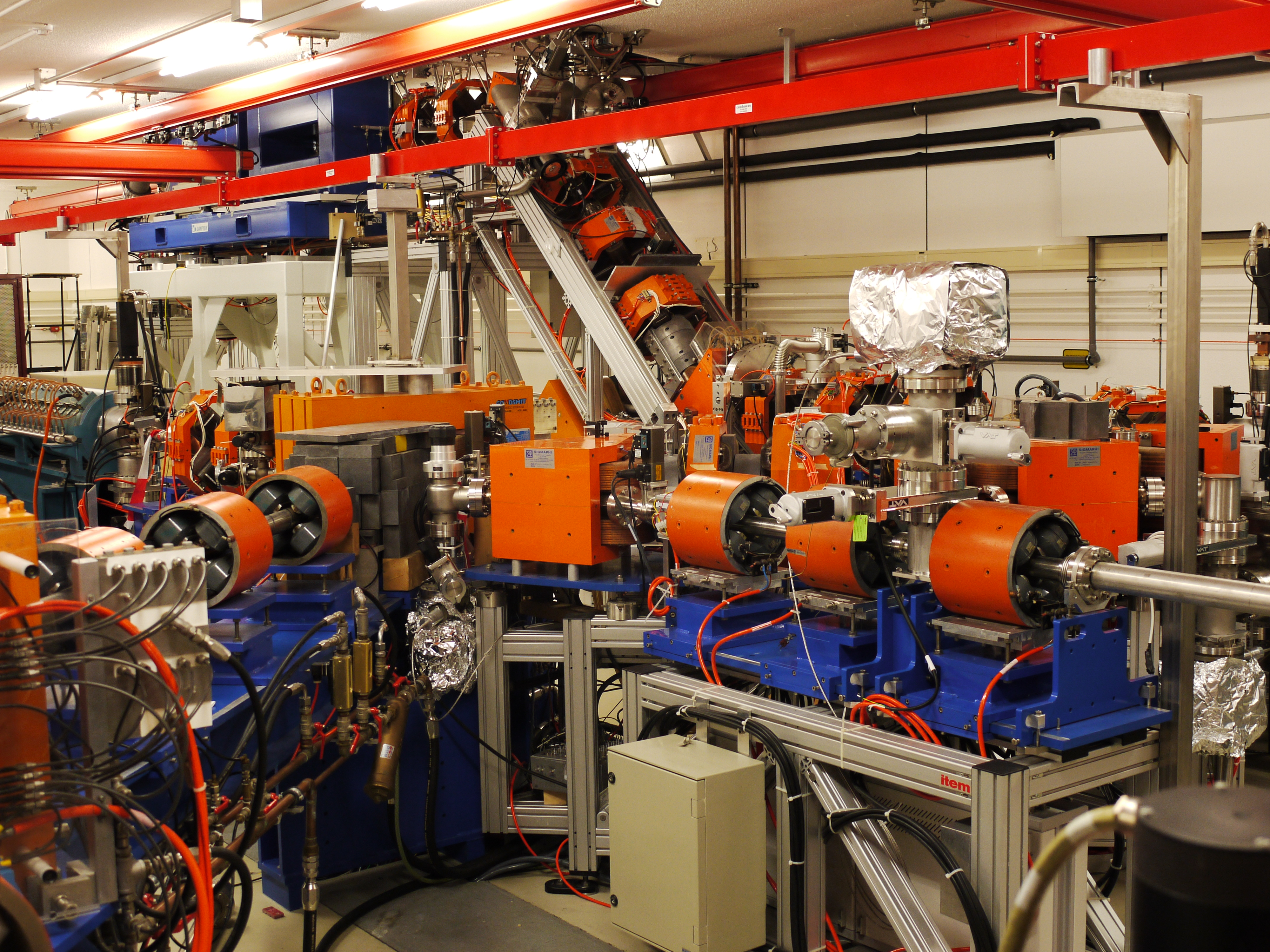
Vrije elektronenlaser FELIX te Rijnhuizen

Het voormalige FOM-Instituut voor Plasmafysica Rijnhuizen in Nieuwegein (sindsdien hernoemd en verhuisd) was een van de natuurkundige onderzoeksinstituten van de Stichting voor Fundamenteel Onderzoek der Materie (FOM). Het instituut werd meestal FOM-Rijnhuizen of simpelweg Rijnhuizen genoemd, naar het 17de-eeuwse kasteel Rijnhuizen en het omliggende landgoed waar het instituut sinds de oprichting in 1959 tot de verhuizing naar Eindhoven in 2015 gevestigd was.

## Onderzoeksinstituut
FOM-Rijnhuizen had rond de eeuwwisseling ongeveer 150 medewerkers, verdeeld over vier wetenschappelijke afdelingen en een ondersteunende afdeling. Het jaarlijks budget werd bepaald door de overkoepelende stichting FOM en bedroeg typisch rond de 10 miljoen euro. Het onderzoek op het instituut richtte zich in eerste instantie op onderzoek aan plasma en kernfusie. Later wel dit uitgebreid met spin-offs van dit onderzoek, zoals het produceren en toepassen van terahertzstraling (een spin-off van plasmaverhitting) en film- en oppervlaktefysica van nanolagen (waarbij plasma's gebruikt werden voor het aanbrengen van deze lagen).
In 2010 werd besloten om Rijnhuizen uit te breiden tot een instituut voor funderend energieonderzoek. Onder de naam DIFFER (Dutch Institute for Fundamental Energy Research) doet het instituut sinds 2012 onderzoek naar kernfusie als energiebron en naar solar fuels als methode om duurzame energie op te slaan in chemische bindingen. In 2015 verhuisde DIFFER naar een nieuw laboratoriumgebouw op de campus van de Technische Universiteit Eindhoven.

## Kasteel en landgoed Rijnhuizen

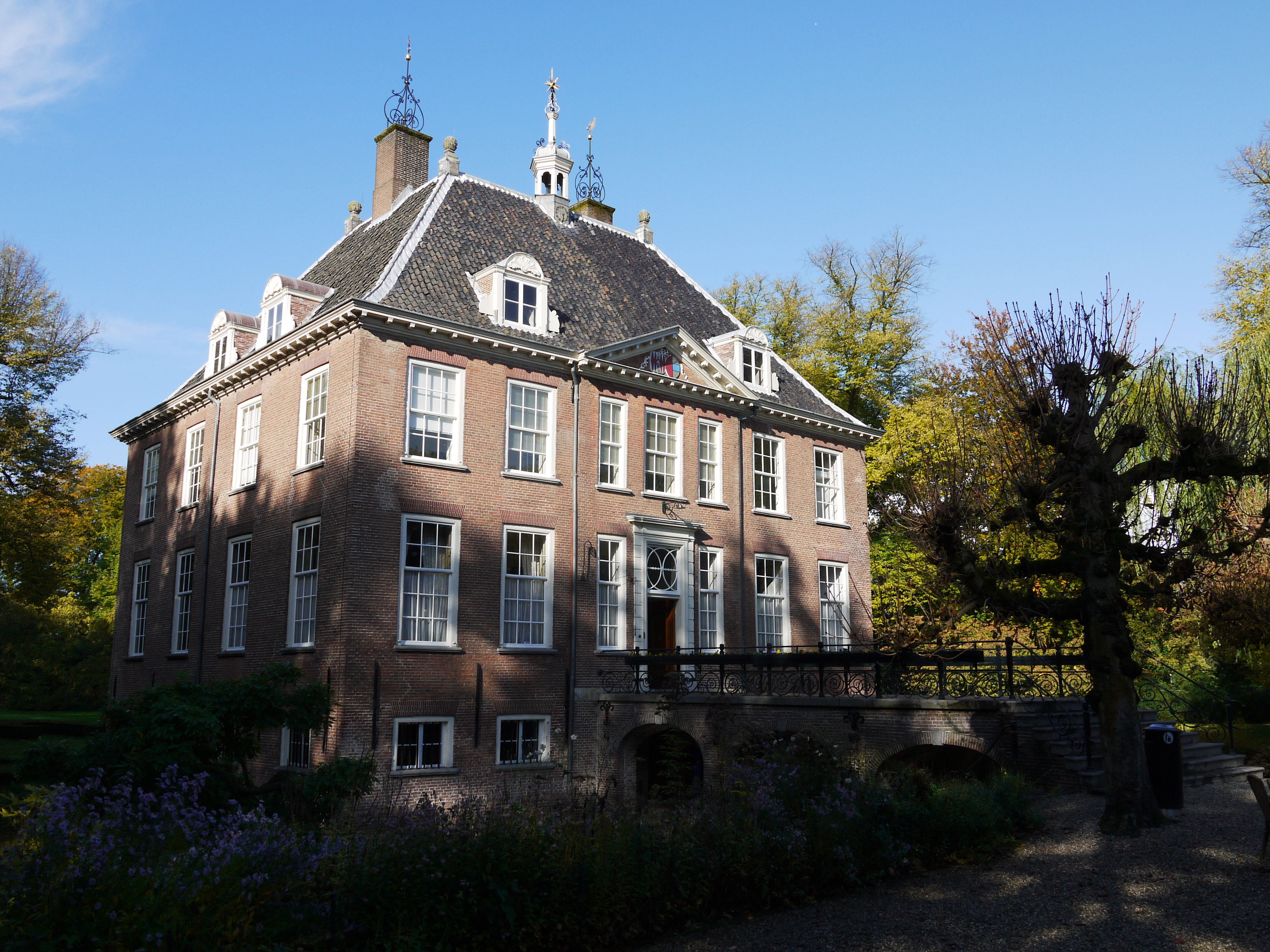
Kasteel Rijnhuizen

Rijnhuizen was een van de weinige natuurkundelaboratoria ter wereld met een apart loket voor trouwfoto's. Het instituut lag dan ook op een bijzondere locatie: op het terrein van een 17de-eeuws landgoed.
In 1959 kocht Stichting FOM het landgoed Rijnhuizen in het toenmalige Jutphaas, nu Nieuwegein, en vestigde er haar nieuwe onderzoeksinstituut voor plasmafysica onder leiding van de eerste directeur, dr. Kees Braams. Het merendeel van de medewerkers werkte in het instituutsgebouw op 100 meter van het kasteel. In de ornamentale Alexanderzaal en Tuinkamer werden gasten ontvangen en vergaderingen gehouden; andere ruimtes in het landhuis en de bijbehorende koetshuizen waren in gebruik als werkruimte voor wetenschappelijk personeel. Het landgoed is sinds de verhuizing van het onderzoeksinstituut in particuliere handen.